# Nádas Gábor
Nádas Gábor (Kaposvár, 1932. augusztus 9. – Budapest, 1987. február 8.) magyar zeneszerző, zongorista. Fia Nádas György színész-humorista.

## Életpályája
Nádas László arcképfestő-fényképszínező és Gulyás Anna fiaként született. Tanulmányait a budapesti Nemzeti Zenedében és a Fodor Zeneiskolában végezte; mesterei Hajdúné Reismann Anna és Ferenczy György voltak. Zeneszerzőként és zongoristaként működött. Zenés darabjait, musicaljeit Magyarországon kívül Csehszlovákiában, Romániában és Jugoszláviában is bemutatták. Több mint 600 táncdala jelent meg hanglemezen Magyarországon, Dániában, Franciaországban, Nagy-Britanniában, Svédországban, Kanadában és Finnországban.

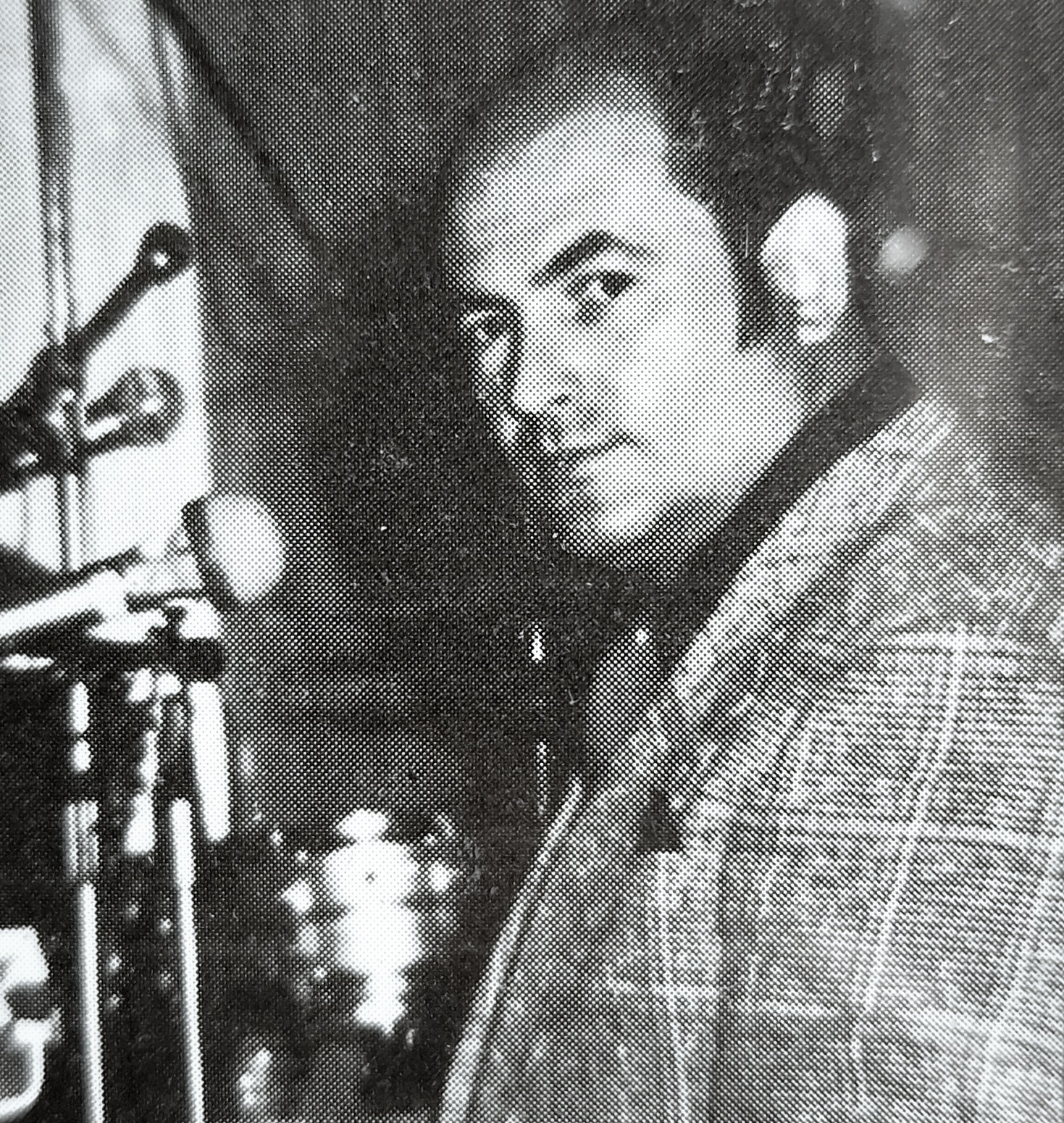
Nádas Gábor a Fészek klub bárjában a zongoránál

## Főbb művei

### Musicalek, zenés vígjátékok
- Potyautas
- Imádok férjhez menni
- A kaktusz virága
- Kemény kalaposok
- Charley nénje
- Filmet forgatunk
- Kisorsolt menyasszony
- Nem vagyunk angyalok
- II. Fülöp (tv-musical)
- Oké mister Kovács (rádió-musical)
- Mona Marie mosolya
- Honolulu

### Híresebb táncdalai
- Kicsit szomorkás
- Engem nem lehet elfelejteni
- Én, aki nála jártam
- Jamaikai trombitás
- Szeretni kell
- Különös éjszaka volt
- Hold ragyog a Dunán
- Jó lenne 120 évig élni

## Díjai
- EMeRTon-díj (1987) /posztumusz/
- Artisjus-díj (1997) /posztumusz/